# Antigua en Barbuda op de Olympische Zomerspelen 1984
Antigua en Barbuda nam deel aan de Olympische Zomerspelen 1984 in Los Angeles, Verenigde Staten. Het was de tweede deelname van de eilandengroep.

## Deelnemers en resultaten per onderdeel

### Atletiek
| Olympiër                                                    | Discipline      | Resultaat | Prestatie                    |
| ----------------------------------------------------------- | --------------- | --------- | ---------------------------- |
| Anthony Henry                                               | 100m (m)        | 69e       | serie 8: 7e in 10,99         |
| Larry Miller                                                | 200m (m)        | 55e       | serie 4: 6e in 21,93         |
| Alfred Browne                                               | 400m (m)        | 46e       | serie 6: 5e in 47,29         |
| Dale Jones                                                  | 800m (m)        | 47e       | serie 9: 6e in 1.51,52       |
| Dale Jones                                                  | 1500m (m)       | 28e       | serie 2: 7e in 3.55,65       |
| Anthony Henry Lester Benjamin Alfred Browne Larry Miller    | 4x100 m (m)     | 16e       | serie 3: 5e in 40,70         |
| Alfred Browne Larry Miller Howard Lindsay Dale Jones        | 4x400 m (m)     | 20e       | serie 2: 5e in 3.10,95       |
| Lester Benjamin                                             | verspringen (m) | 15e       | kwalificatie B: 7e met 7,57m |
|                                                             |                 |           |                              |
| Ruperta Charles                                             | 100m (v)        | 35e       | serie 6: 7e in 12,04         |
| Jocelyn Joseph                                              | 400m (v)        | 20e       | serie 1: 7e in 53,63         |
| Laverne Bryan                                               | 800m (v)        | 22e       | serie 4: 6e in 2.11,44       |
| Laverne Bryan                                               | 1500m (v)       | 21e       | serie 1: 11e in 4.32,44      |
| Jocelyn Joseph Ruperta Charles Monica Stevens Laverne Bryan | 4x400 m (v)     | 9e        | serie 2: 4e in 3.39,32       |

### Wielersport
| Olympiër        | Discipline        | Resultaat | Prestatie |
| --------------- | ----------------- | --------- | --- |
| Leon Richardson | 1000m tijdrit (m) | DNF       | niet gefinisht |
| Brian Lyn       | sprint (m)        | 25e       | 1e ronde: V van ITA Sella/ NZL Steele herkansingen 1: V van JPN Sakamoto: 11,35 2e ronde: V van BRA Jamur/ GUY Joseph |
| Leon Richardson | sprint (m)        | 27e       | 1e ronde: V van USA Gorski: 10,87 herkansingen 1: V van ARG Iannone: 11,51 2e ronde: V van AUS Rainsford/ SUI Isler   |
|                 |                   |           | |
| Elisha Hughes   | omnium (v)        | DNF       | niet gefinisht |

### Zeilen
| Olympiër   | Discipline | Resultaat | Prestatie                         |
| ---------- | ---------- | --------- | --------------------------------- |
| Inigo Ross | wingglider | 30e       | 205 punten (28-29-26-34-27-29-30) |

Algerije · Amerikaanse Maagdeneilanden · Andorra · Antigua en Barbuda · Argentinië · Australië · Bahama’s · Bahrein · Bangladesh · Barbados · België · Belize · Benin · Bermuda · Bhutan · Birma · Bolivia · Bondsrepubliek Duitsland · Botswana · Brazilië · Britse Maagdeneilanden · Canada · Centraal-Afrikaanse Republiek · Chili · China · Chinees Taipei · Colombia · Congo-Brazzaville · Costa Rica · Cyprus · Denemarken · Djibouti · Dominicaanse Republiek · Ecuador · Egypte · El Salvador · Equatoriaal-Guinea · Fiji · Filipijnen · Finland · Frankrijk · Gabon · Gambia · Ghana · Grenada · Griekenland · Groot-Brittannië · Guatemala · Guinee · Guyana · Haïti · Honduras · Hongkong · Ierland · IJsland · India · Indonesië · Irak · Israël · Italië · Ivoorkust · Jamaica · Japan · Joegoslavië · Jordanië · Kaaimaneilanden · Kameroen · Kenia · Koeweit · Lesotho · Libanon · Liberia · Liechtenstein · Luxemburg · Madagaskar · Malawi · Maleisië · Mali · Malta · Marokko · Mauritanië · Mauritius · Mexico · Monaco · Mozambique · Nederland · Nederlandse Antillen · Nepal · Nicaragua · Nieuw-Zeeland · Niger · Nigeria · Noord-Jemen · Noorwegen · Oeganda · Oman · Oostenrijk · Pakistan · Panama · Papoea-Nieuw-Guinea · Paraguay · Peru · Portugal · Puerto Rico · Qatar · Roemenië · Rwanda · Salomonseilanden · Samoa · San Marino · Saoedi-Arabië · Senegal · Seychellen · Sierra Leone · Singapore · Soedan · Somalië · Spanje · Sri Lanka · Suriname · Swaziland · Syrië · Tanzania · Thailand · Togo · Tonga · Trinidad en Tobago · Tsjaad · Tunesië · Turkije · Uruguay · Venezuela · Verenigde Arabische Emiraten · Verenigde Staten · Zaïre · Zambia · Zimbabwe · Zuid-Korea · Zweden · Zwitserland